# 松浦唯次郎
松浦 唯次郎（まつうら ただじろう、1834年（天保5年5月） - 1901年（明治34年）5月4日）は、日本の政治家、衆議院議員（1期）。

## 経歴
安芸国賀茂郡津江村(のち広島県賀茂郡下黒瀬村→黒瀬町、現・東広島市)生まれ。漢籍を学ぶ。豊田郡松江村(のち沼田西村、現・三原市)、下北方村(のち北方村、現・三原市)各庄屋、豊田郡戸長、広島県第九大区長、豊田郡長、学区取締、豊田郡徴兵事務官、検疫委員、日本赤十字社豊田郡委員長となる。
1892年の第2回衆議院議員総選挙において広島5区から中央交渉会で立候補して当選した。衆議院議員を1期務め、1894年の第3回衆議院議員総選挙は不出馬。1901年に死去した。